# Leila S. Chudori

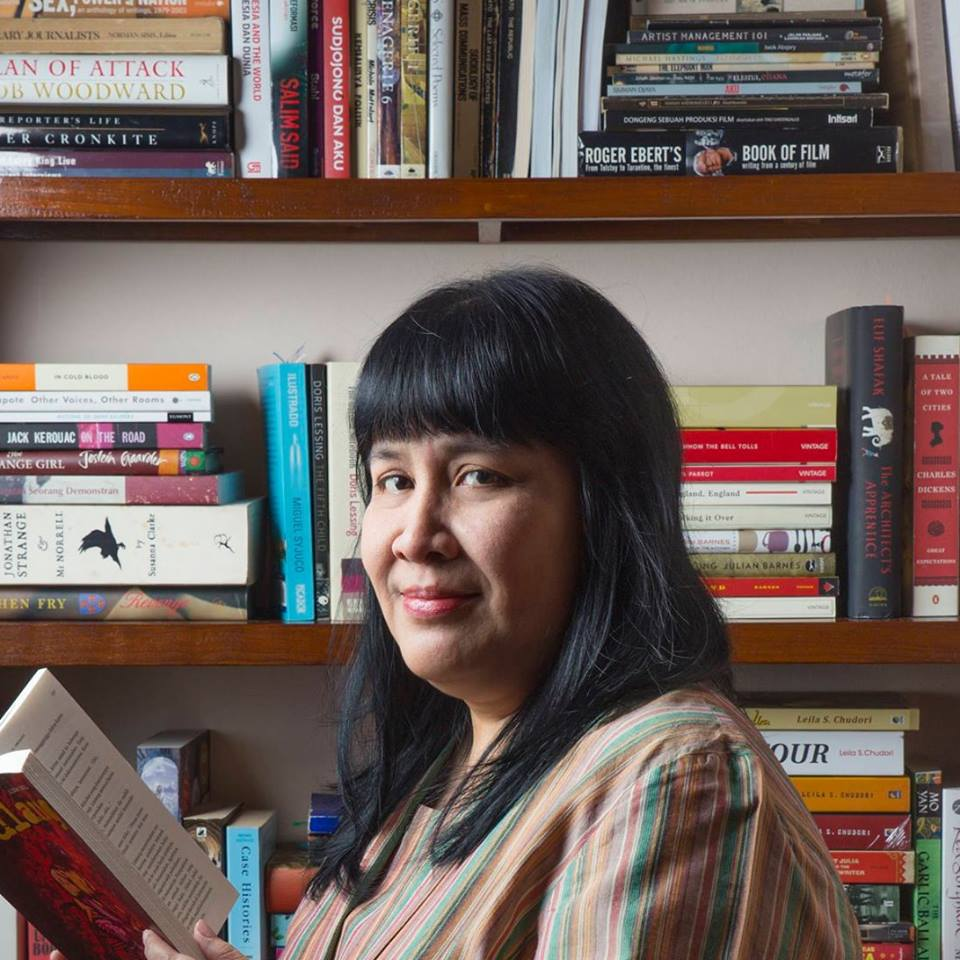
Leila Chudori (2014)

Leila Salikha Chudori (geboren 12. Dezember 1962 in Jakarta) ist eine indonesische Autorin.

## Leben
Leila Salikha Chudoris Vater Muhammad Chudori (1926–2013) war 1983 Mitgründer der Jakarta Post. Sie studierte in Kanada an der Trent University und graduierte 1988. Sie arbeitete als Journalistin für die indonesischen Magazine Jakarta Jakarta und Tempo. 1991 erhielt sie den Preis des Indonesischen Presseverbandes für ihre Arbeit beim Nachrichtenmagazin TEMPO.
Ihre ersten Geschichten erschienen in Kindermagazinen. Chudori hat mehrere Bände Kurzgeschichten veröffentlicht, einige davon wurden auch in die englische, französische und deutsche Sprache übersetzt. Für die Frankfurter Buchmesse 2015 wurde ihr Roman Pulang, mit dem sie 2011 den Literaturpreis Kusala Sastra Khatulistiwa erhielt, ins Deutsche übersetzt. Er erschien im Weidle Verlag.
Chudori schreibt Skripte für die Fernsehserie Dunia Tanpa Koma und erhielt 2007 eine Auszeichnung beim Bandung Film Festival.

## Werke (Auswahl)
- Malam Terakhir. 1989.
  - Die letzte Nacht. Aus dem Indonesischen von Beate Carle. Horlemann, Bad Honnef 1993.
- 9 Dari Nadira. 2009.
- Pulang. Roman. 2012.
  - Pulang (Heimkehr nach Jakarta). Aus dem Indonesischen von Sabine Müller. Weidle Verlag, Bonn 2015, ISBN 978-3-938803-75-2.